# 一橋大学大学院法学研究科・法学部
一橋大学大学院法学研究科（ひとつばしだいがくだいがくいんほうがくけんきゅうか、英称:Hitotsubashi University Graduate School of Law）は、一橋大学に設置される大学院研究科の一つである。また、一橋大学法学部（ひとつばしだいがくほうがくぶ、英称:Hitotsubashi University Faculty of Law）は、一橋大学に設置される学部の一つである。法学研究科と法学部は一体となって運営されているため、この記事で合わせて解説する。

## 概要
一橋大学大学院法学研究科・法学部は、一橋大学に設置される大学院研究科及び学部である。1949年に官立旧制東京商科大学が改組されて法学社会学部法学科として設立され、1951年に法学社会学部が法学部と社会学部に分離した。
主に法学及び国際関係論の研究教育を行っており、法学研究科には法学・国際関係専攻及び法務専攻（法科大学院）及びビジネスロー専攻の3専攻が、法学部には、法律学科の中に法学コース及び国際関係コース、法曹コースの3コースが、それぞれ設置されている。部門としては、法学や国際関係を扱う基礎法、公法、国際法、民事法、企業法経済法、刑事法及び、語学担当の法言語論、グローバル・ネットワーク論の8部門体制となっている。博士後期課程には研究者養成コースと応用研究コースの2コースが設置されている。また、2年間の修士課程を修めることで、一橋大学と、中国人民大学法学院又は国立台湾大学法律学院の、2つの修士号が取得できる、ダブルディグリー・プログラムも行われている。
また、社会科学の総合大学を理念とする東京商科大学以来の伝統として学部間の壁は薄く、法学部では他学部の科目を原則自由に履修できる他、経済学部の単位を一定数取得する経済学副専攻プログラムも設置されている。法科大学院では、3年次に一ツ橋の千代田キャンパスのビジネススクールで実践的な教育が行われるビジネス・ロー・コースが設置されている。
少人数教育を重視しており、定員は法学部が1学年165人、法科大学院は1学年85人となっている。学部学生は必修のゼミナールで後期2年間同一教員の指導の下、学士論文の執筆を行う。一橋大学法学部と一橋大学法科大学院の一貫型教育選抜により、法学部を3年で卒業し、標準修業年限2年の法科大学院既修者コースに入学することや、法科大学院の入学試験で法律科目の論述式試験の免除を受けることができる。また、学士・修士一貫教育により、学部入学から5年間で大学院まで修了できる5年一貫プログラムも設置されている。

## 沿革

### 略歴
1949年の学制改革で旧制東京商科大学が改組されて、新制一橋大学が設立され、法学社会学部法学科が置かれた。1951年に法学社会学部が法学部と社会学部に分離し、一橋大学法学部が成立。1953年には大学院法学研究科が設立された。
法学教育は前身の東京高等商業学校時代から既になされており、商法の志田鉀太郎や民法の乾政彦などが教鞭を執っていた。旧制東京商科大学時代には、民法の岩田新や商法の本間喜一は、白票事件で辞職したが、商法の田中誠二、国際法の中村進午、憲法の田上穣治などは専任の教授として定年まで教鞭を執った。また、経済史三浦新七門下の町田實秀が西洋法制史を担当した。
第二次世界大戦後、商法の米谷隆三は教職追放令で解職されたが、その後1955年に日本学士院賞を受賞している。
1949年に、旧制東京商科大学が新制一橋大学に改組されると、1951年には法学部も設置され、法学研究教育が本格化した。初代刑法講座教授に植松正が、初代刑事訴訟法講座教授に鴨良弼が、外国法講座教授に田中和夫が、商法担当教授に吉永榮助が、国際私法担当教授に久保岩太郎が、それぞれ就任するなど、体制の拡充がなされ、また、民法から転向した吾妻光俊により、労働法が講じられた。
1962年、田上門下の市原昌三郎が初の行政法担当専任の教授に、吾妻門下の蓼沼謙一が労働法担当の専任教授に、それぞれ就任。1963年、米谷門下で商法の喜多了祐が教授に就任。1966年、英米法の堀部政男が着任。1967年、国際法の皆川洸が教授に就任。1969年に刑法講座第2代教授に福田平が就任。
国際関係の研究も戦後始まり、岩田門下で国際法を講じた大平善梧により採用された細谷千博が、1964年に国際関係論講座を、1977年に外交史講座を、それぞれ開いて、国際関係論講座に山本満を、外交史講座に有賀貞を招聘するなどした。
1970年代前半には、長年専任教授が田中ゼミ出身の好美清光1人だった民法の担当教授として川井健及び島津一郎の2名が招聘され、民事訴訟法の竹下守夫及び法哲学の上原行雄も着任した。1970年、田中門下で商法の堀口亘が教授に就任。1972年には田上門下の杉原泰雄が第3代憲法学講座教授に、久保門下の秌場準一が国際私法担当の教授に、それぞれ就任した。1973年には植松門下の村井敏邦が専任講師として着任し、定年退官した鴨の後任として刑事訴訟法を担当した。1975年、町田門下で西洋法制史の勝田有恒が教授に就任。1976年、吉永門下で商法の久保欣哉が教授に就任。
1984年、喜多門下の石原全が商法の教授に、南博方が市原の後任として行政法の教授に、植松門下の福田雅章が刑事政策の教授に就任。1986年、堀口門下の川村正幸が商法の教授に、国際関係論の野林健が教授に就任。1987年、杉原門下の浦田一郎が憲法の教授に就任。
1990年、民事訴訟法の上原敏夫及び、国際私法の横山潤、西洋法制史の山内進、外交史の石井修が教授に就任。1991年、民法の松本恒雄及び労働法の盛誠吾が教授に就任。1992年、行政法の原田尚彦が教授に就任。1994年、憲法の山内敏弘及び国際関係論の大芝亮が教授に就任。1995年、民法の中田裕康及び国際法の佐藤哲夫が教授に就任。1996年、法哲学の森村進が教授に就任。1997年、初の租税法専任の担当教授に水野忠恒が就任。同年、商法の野田博が教授に就任。1998年、外交史の田中孝彦が教授に就任。
1998年にビジネススクールの国際企業戦略研究科経営法務専攻（2018年に法学研究科に統合）が新たに設立されると、のち法学研究科から商法の川村正幸が移籍するとともに、知的財産法の土肥一史や相澤英孝、経済法の村上政博や上杉秋則、民事訴訟法の小林秀之、労働法の中窪裕也、弁護士の岩倉正和などが招聘された。また、杉原の発案で新たに中国法が扱われるようになり、1999年には専任の教授として西村幸次郎が招聘された。同年、国際関係論の納家政嗣、行政法の高橋滋、民法の滝沢昌彦、刑法の橋本正博、刑事訴訟法の後藤昭が、それぞれ教授に就任。
2000年代に入ると、中国出身で比較刑事法が専門の王雲海や、オーストラリア出身で比較メディア法が専門のジョン・ミドルトンが教授に就いた。2001年、民事訴訟法の山本和彦及び憲法の阪口正二郎が教授に就任。2002年、比較法文化論の青木人志が教授に就任。2004年に法科大学院を開設。2005年に法学研究科と経済学研究科の共同で国際・公共政策大学院が開設されると、これまで法学研究科で扱ってこなかった政治学が専門の辻琢也や、国際連合事務局の中満泉が、教授として招聘された。同年、従来の西洋法制史に加え、新たに日本法制史の専任として水林彪を教授に招聘。また、憲法の只野雅人が教授に就任。2009年、刑事法の葛野尋之が教授に就任。2010年、西洋法制史の屋敷二郎が教授に就任。2012年国際関係の秋山信将が教授に就任。

### 年表
- 1949年 - 一橋大学に法学社会学部法学科が設置される[1]。
- 1951年 - 法学社会学部が法学部と社会学部に分かれる[1]。
- 1953年 - 大学院法学研究科修士課程及び博士課程を設置[1]。
- 1999年 - 大学院重点化し、法学部第一課程（公法）・第二課程（私法）・第三課程（国際関係）が法律学科に改組される[1]。
- 2002年 - 附属総合法政策実務提携センター設立[1]。
- 2004年 - 法務専攻（法科大学院）開設[1]。
- 2005年 - 経済学研究科と共同で国際・公共政策大学院を開設[2]。
- 2007年 - 総合法政策実務提携センターを、日本法国際研究教育センターに改組[1]。
- 2013年 - 日本法国際研究教育センターを、日本ヨーロッパ法政研究教育センターに改組[1]。
- 2016年 - 日本ヨーロッパ法政研究教育センターを、グローバル・ロー研究センターに改組[1]。
- 2018年 - 国際企業戦略研究科経営法務専攻を統合し法学研究科ビジネスロー専攻に改組[32]。
- 2020年 - 法学部に法曹コースを開設[7]。

## 組織
- 法学研究科
  - 法学・国際関係専攻
  - 法務専攻（法科大学院）
  - 法務専攻法曹コース[33]
  - ビジネスロー専攻（旧国際企業戦略研究科経営法務専攻）
  - グローバルロー研究センター
  - 事務部
- 法学部
  - 法律学科
    - 法学コース
    - 国際関係コース
    - 法曹コース

## 司法試験合格率
一橋大学法科大学院は、司法試験合格率81.50%、全法科大学院中、第1位（平成17年-平成29年）。
令和4年度司法試験では、合格率60.0%、全法科大学院中、第3位となった。